# NS 90
De NS-locserie 90 is een serie van drie particuliere benzine-locomotoren die tussen 1911 en 1952 werd ingezet door de Koninklijke Stoomweverij Nijverdal te Almelo (91 en 92) en de Amsterdamsche Anthraciet Maatschappij te Amsterdam (93). De locomotoren hebben NS-nummers gekregen, omdat ze in beperkte mate op NS-terrein mochten komen.

## Locomotoren 91 en 92
In respectievelijk 1911 en 1913 stelde de Koninklijke Stoomweverij Nijverdal de benzine-locomotoren 91 en 92 in dienst voor rangeerwerkzaamheden op het eigen terrein en de lokaallijnen van het NS-station Nijverdal. In 1952 werd de overeenkomst tussen NS en de stoomweverij ontbonden.

## Locomotor 93
De Amsterdamsche Anthraciet Maatschappij stelde in 1926 de benzine-locomotor 93 in dienst voor rangeerwerkzaamheden op het eigen terrein en op een enkel aangrenzend NS-spoor van de Rietlanden, dat door deze maatschappij werd gehuurd. De 93 werd in 1947 verkocht.